# Dia de Alegria
"Dia de Alegria" é uma canção da apresentadora e cantora brasileira Eliana com participação do grupo de pagode Molejo, o décimo primeiro single da carreira da apresentadora, lançado em 1998 e parte de seu álbum Eliana. É a primeira canção de Eliana do gênero pagode, e também a primeira participação especial de outro artista em um disco da apresentadora. O videoclipe da canção foi disponibilizado no Vevo no dia 22 de agosto de 2012.

## Background
Para seu disco de 1998, Eliana optou por incluir uma canção com um gênero musical diferente de seus trabalhos anteriores. Em parceria com o grupo Molejo, Eliana lançou no fim daquele ano a canção "Dia de Alegria", escrita por Luíz Cláudio Picolé e Márcio Paiva, que não haviam trabalhado com Eliana no passado. A música foi um grande sucesso, ocasionando as 250 mil cópias do disco. Na canção, Eliana e Anderson Leonardo, vocalista do grupo Molejo, desempenham a maioria dos vocais.

## Vídeo musical
No videoclipe, Eliana anda em um ônibus escolar junto com diversas crianças enquanto canta a canção. Mais tarde, também vemos ela no extinto parque de diversões Terra Encantada, no Rio de Janeiro. O Molejo não tem participação no clipe, somente na música. O vídeo da canção foi lançado em 22 de agosto de 2012 através do canal de Eliana no serviço Vevo.